# Gian Domenico Romagnosi
Gian Domenico Romagnosi (født 11. december 1761, Parma, død 8. juni 1835, Milano) var en italiensk filosof, økonom og jurist
Romagnosi menes at være den første person, der publicerede resultater, der antydede en sammenhæng mellem elektricitet og magnetisme. Det skete allerede i 1802, næsten to årtier før H.C. Ørsteds opdagelse af den samme sammenhæng i 1820. Romagnosis beretning om, hvordan en elektrisk strøm fra en voltasøjle fik en kompasnål til at slå ud, blev trykt i en italiensk avis og blev derfor i det store og hele overset af samtidens videnskabelige miljø.
- Opere, I, 1841